# Kick Peplum E.P.
Albums de Dominique A
La Matière
(2009) Vers les lueurs
(2012)
Kick Peplum E.P. est un disque de quatre titres de Dominique A sorti le 9 septembre 2009 et vendu uniquement sur la tournée automne hiver 2009-2010 qui a suivi la sortie de son huitième album La Musique. Deux titres sont joués sur scène : Gisor et Manset.

## Liste des titres
| No | Titre          | Durée |
| -- | -------------- | ----- |
| 1. | Gisor          |       |
| 2. | Sarah, Bristol |       |
| 3. | Manset         |       |
| 4. | Chambre d'écho |       |

## À propos des titres
Gisor est le nom d'un chanteur (Dominique Petit) qui a beaucoup marqué Dominique A dans sa jeunesse.
Sarah, Bristol est le label Sarah Records basé à Bristol et apprécié par Dominique A.
Manset est en référence au chanteur qu'écoutait Dominique A Gérard Manset.